# Angra do Heroísmo
Angra do Heroísmo (portugalski za "uvala heroizma"), lokalno samo Angra, je grad i istoimena općina na otoku Terceira, portugalske autonomne regije Azori. Općina ima veličinu od 239 km² i oko 21.300 stanovnika, te je jedna od dvije općine na otoku, uz općinu Praia da Vitória, koja je na sjeveru. 
Grad Angra do Heroísmo je jedan od tri regionalne prijestolnice Azora, druge dvije su Ponta Delgada (São Miguel) i Horta (Faial), od kojih se u svakom nalazi jedna od tri grane vlasti. Angra je mjesto sudske vlasti (Vrhovni sud Azora), ali i vjersko središte Nadbiskupije Azori. 
Angra do Heroísmo je povijesno središte Azora i najstariji grad na arhipelagu (osnovan 1450.) čija je izvrsno sačuvana luka imala presudan značaj u tijekom velikih geografskih otkrića u 15. i 16. stoljeću. Zbog toga je 1983. godine upisano na UNESCO-ov popis mjesta svjetske baštine u Europi.

## Povijest
Neki tvrde da je Angru osnovao Álvaro Martins, koji je plovio s Didrikom Piningom u ekspediciji za Novi svijet, te s Bartolomeom Diasom pri oplovljavanju Rta dobre nade. Drugi pak tvrde da ju je osnovao Flamanac Jácome de Bruges 1450. ili 1451. godine, koji je za portugalskog vladara Henrika Moreplovca regrutirao farmere i ribare iz Holandije kako bi kolonizirao Azore.
Tijekom Napoleonskih ratova Angra je bila mjesto egzila Almeide Garretta, te kao mjesto izbjeglištva kraljice Marije II. Portugalske od 1830. do 1833. godine. Epitet "heroizma" je dodala sama kraljica Marija II. nakon što su se stanovnici Angre iskazali tijekom tzv. "liberalnih ratova" protiv tiranije miguelističkih snaga (vojska Miguela I. Portugalskog), te tako omugućili osnutak ustavne monarhije u Portugalu.

## Znamenitosti
Za razliku od drugih gradova iz polovice 15. stoljeća, Angra je imala strogi geometrijski urbanistički plan s kvadratičnim trgom Sv. Kuzme i Damjana (Trg obnove) u središtu. Trg je širok i popločan malenim kamenim blokovima bijelog vapnenca i crnog bazalta, koji tvore portugalski podni mozaik poput onih na javnim mjestima u Lisabonu i dr. gradovima u Portugalu. Trg je obnovljen koncem 18. stoljeća kada je obnovljena i Općinska vijećnica (Câmara Municipal), osnovana u 16. stoljeću. Trg je stoljećima imao mnoge funkcije, poput tržnice nedjeljom, koncertnog prostora za vojne orkestre i arene za tradicionalne borbe s bikovima, ali i kao stratište za osuđenike koji su tu vješani.
Od oszalih znamenitosti ističu se:
- Pristanište i carinarnica (Cais da Alfândega) iz 15. stoljeća
- Utvrda sv. Ivana Krstitelja (Fortaleza de São João Baptista) i utvrda sv. Sebastijana (Forte de São Sebastião) su jedine utvrde iz 16. stoljeća (od 20tak na otoku) koje su preživjele katastrofalan potres 1980. godine.
- Utvrda sv. Matije (Forte Grande de São Mateus da Calheta) iz 1581. godine je samo jedna od mnogih oštećenih utvrda, kao što su: Forte do Negrito, Forte Grande de São Mateus da Calheta, Forte do Terreiro, Forte da Maré, Forte da Má Ferramenta, Forte de São João ou do Biscoitinho, Forte das Cinco Ribeiras, Forte de Santa Catarina das Mós, Forte de Santo António, Forte de São Benedito, Forte de São Francisco, Forte de Santo António, Reducto da Salga, Forte da Salga, Forte da Igreja, Forte de São Fernando, Forte de São Sebastião, Forte das Caninas, Forte das Cavalas, Forte da Greta i Forte do Zimbreiro.
- Spomenik Pedru I. Portugalskom u dvorcu Castelo dos Moinhos
- Stara crkva sv. Matije (Igreja Velha de São Mateus da Calheta) je iz 1557. godine, uređena u baroknom stilu u 17. stoljeću.
- Od parkova najljepši je Vrt vojvoda Terceire (Jardim Duque da Terceira), te Parque Municipal do Relvão i Parque de Campismo das Cinco Ribeiras.
- U Angri se nalazi nekoliko uređenih vidikovaca: Miradouro da Amoreira, Miradouro do Pico das Cruzinhas, Miradouro da Ponta do Queimado, Miradouro do Pico Matias Simão, Miradouro da Serreta, Miradouro das Veredas.

- Utvrda sv. Ivana Krstitelja
- Pogled na grad s utvrde
- Pristanište i carinarnica (16. st.)
- Klaustar samostana sv. Goncala
- Utvrda sv. Sebastijana
- Općinska vijećnica (17. st.)
- Spomenik Pedru I. Portugalskom
- Vrt vojvoda Terceire

## Gradovi prijatelji
Angra do Heroísmo je zbratimljena sa sljedećim gradovima:
- São Salvador da Baía, Brazil
- Gramado, Brazil
- Évora, Portugal
- Gilroy, Kalifornija, SAD
- Taunton, Massachusetts, SAD